# 奧爾斯堡 (堪薩斯州)
奧爾斯堡（英語：Olsburg）是一個位於美國堪薩斯州波特瓦特米縣的城市。

## 地方資料
根據2020年美國人口普查的數據，奧爾斯堡的面積為0.48平方千米，當中陸地面積為0.48平方千米，而水域面積為0.00平方千米。當地共有人口218人，而人口密度為每平方千米454.17人。